# Pohonichi
Pohonichi (Pohoneechee, Openoche, Pohuniche, Powhawneche), Ime za skupinu Moquelumnan Indijanaca koji su tijekom ljetnih mjeseci nekoć živjeli u dolini Yosemite u Kaliforniji. Ime im dolazi po riječi pohono, što je bio indijanski naziv za slap Bridalvweil Fall (vjenčani veo), jedan od najznačajnijih u Yosemite Valleyu. Tijekom zime Pohonichi su odlazili u podnožja Sierre, uz rijeku Merced.
Godine 1906. bilo je još svega dvoje ili troje preživjelih pripadnika ovog plemena.

## Vanjske poveznice
- Native American Legends  Arhivirana inačica izvorne stranice od 7. studenoga 2011. (Wayback Machine)